# دریاچه اویغون
دریاچه اویغون (به لاتین: Oigon Lake) یک دریاچه در مغولستان است که در استان زوخان واقع شده‌است.